# Luzon-Flachlandstreifenratte
Die Luzon-Flachlandstreifenratte (Chrotomys mindorensis) ist ein Nagetier in der Unterfamilie der Altweltmäuse, das auf den Philippinen vorkommt. Die Population wurde ursprünglich als Unterart der Luzon-Bergstreifenratte (Chrotomys whiteheadi) beschrieben und 1982 laut einer Studie von Musser et al. als Art anerkannt.

## Merkmale
Erwachsene Exemplare erreichen eine Kopf-Rumpf-Länge von 155 bis 186 mm, eine Schwanzlänge von 90 bis 123 mm und ein Gewicht von 152 bis 199 g. Die Hinterfüße sind etwa 38 mm lang und die Länge der Ohren beträgt etwa 20 mm. Wie andere Gattungsvertreter hat die Art einen gedrungenen Körper, kurze Arme und Beine, recht lange Vorderpfoten mit kräftigen und geraden Krallen sowie schmale Hinterfüße, bei denen ebenfalls alle Zehen Krallen tragen. Das weiche und dichte Fell der Körper- und Kopfoberseite ist durch einen breiten gelbbraunen Aalstrich gekennzeichnet, der von schwarzbraunen Streifen flankiert wird. Die Körperseiten und andere Bereiche des Kopfes sind graubraun und auf der Unterseite kommt helles silbergraues Fell vor, das eine hellbraune Schattierung aufweisen kann. Weitere Merkmale des Kopfes sind fehlende Augenringe und fast nackte graue Ohren. Die Oberseite von Händen und Füßen ist mit silbergrauen Haaren bedeckt. Der recht dicke Schwanz ist in eine braune Oberseite und eine fast weiße Unterseite aufgeteilt. Er ist mit kleinen Schuppen besetzt, an deren Kanten sich je drei kurze graue Haare befinden. Die vier Zitzen der Weibchen liegen im Leistenbereich. Die Luzon-Flachlandstreifenratte hat einen diploiden Chromosomensatz mit 44 Chromosomen (2n=44), während der entsprechende Wert bei der Luzon-Bergstreifenratte bei 2n=38 liegt.

## Verbreitung
Die Art lebt auf den philippinischen Inseln Mindoro und Luzon. Sie wird häufig im Flachland angetroffen. Trotz des deutschen Namens erreicht sie in Gebirgen 2025 Meter Höhe. Die Luzon-Flachlandstreifenratte hält sich in ursprünglichen und bewirtschaften Wäldern auf, wo sie die Nähe von Bächen sucht. Sie besucht oft Ackerland, Reisfelder oder Kokosnuss-Plantagen.

## Lebensweise
Die Exemplare können tag- und nachtaktiv sein. Sie graben in der Humusschicht oder in anderen Böden nach Regenwürmern, Insekten und anderen wirbellosen Tieren. Zum Fortpflanzungsverhalten gibt es keine Angaben.

## Bedrohung
Waldrodungen können sich trotz des guten Anpassungsvermögens der Art negativ auswirken. Vermutlich fallen einige Individuen Katzen und Hunden zum Opfer. Gift, das eigentlich gegen Pflanzenschädlinge eingesetzt wird, kann auch die Luzon-Flachlandstreifenratte schädigen. Die Art wird recht häufig registriert. Die IUCN listet sie als „nicht gefährdet“ (least concern).